# Молочай мавританский
Молоча́й маврита́нский (лат. Euphórbia mauritánica) — многолетний кустарник; вид рода Молочай (Euphorbia) семейства Молочайные (Euphorbiaceae).
Видовой эпитет связан с именем племени «mauri» (от которого произошло название мавров) из древней страны Мавритании на севере Африки.

## Морфология

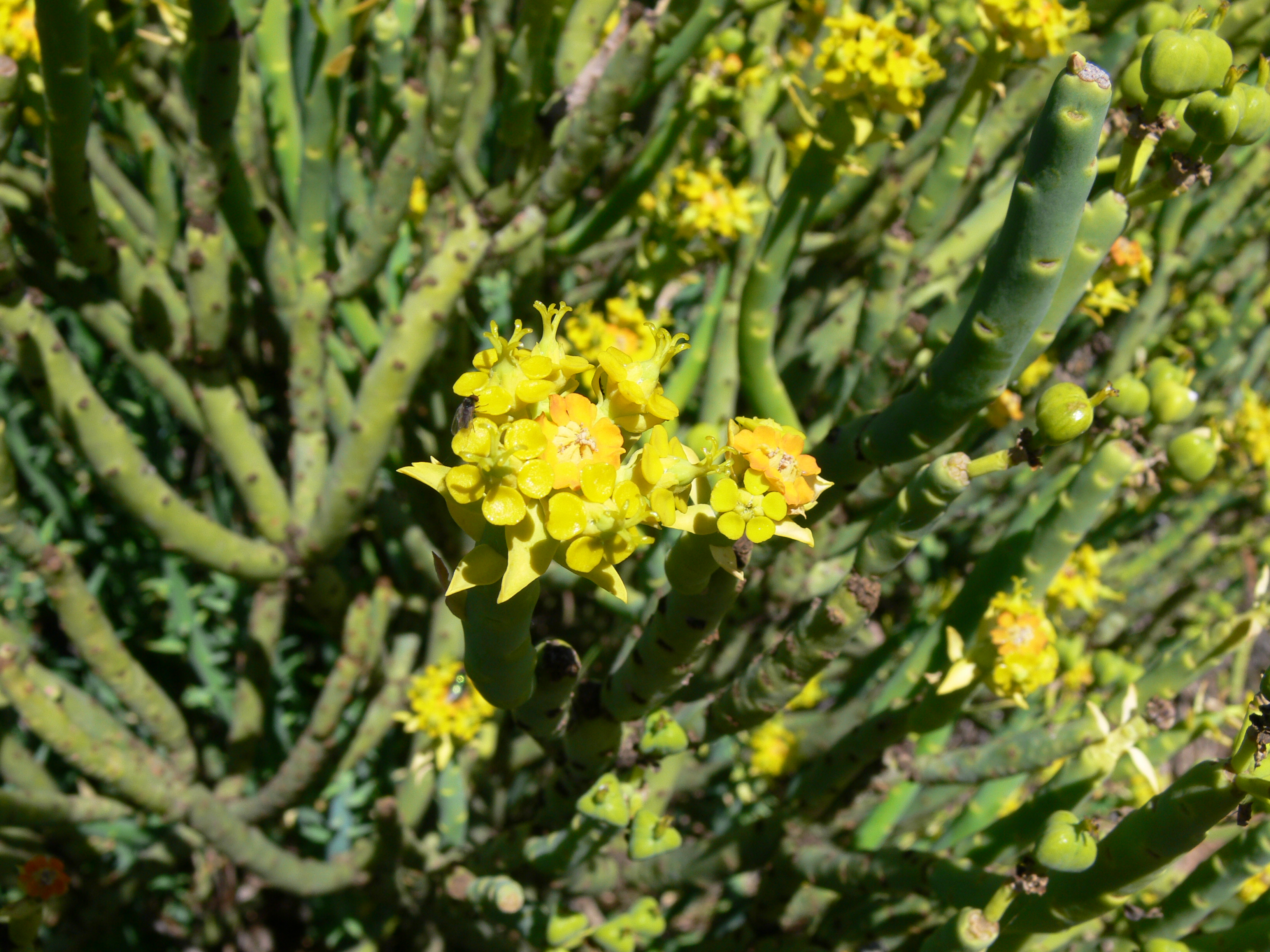
Соцветие, ЮАР

Растение сильно разветвлённое, сочное, голое, до 1,5 м высотой, с ветвями, отходящими от основания корня, и относительно немногими боковыми ветвями .
Стебли желтовато-зелёного цвета, цилиндрические и гладкие, с рубцами от опавших листев.
Листья (лишь на растущих молодых побегах) линейные, до 1 см длиной, быстро опадающие.
Циатии собраны по 6—8 на конце молодых ветвей, до 2 см длиной. Цветёт с августа по октябрь.

## Распространение
Южная Африка: Ботсвана, Лесото, Намибия, ЮАР (Капская провинция, Свободное государство, Квазулу-Натал).
Растёт в горах на скалистых участках; как в сухих районах, так и в прибрежных, выдерживает холодные зимы. Наиболее широко распространённый вид из южноафриканских кустарниковых молочаев.

## Экология
Опыляется муравьями, пчёлами и осами, то есть в отношении опыления является универсалом, что способствует быстрому распространению растений. Известно также, что этот молочай быстро растёт.
Этот вид молочая для животных считается ядовитым, он является пищей только для обыкновенного стенбока и антилопы-прыгуна. Бушмены млечный сок молочая мавританского используют только исключительно из-за его связующих свойств.
Иногда является хозяином для паразитирующего на нём растения Hydnora africana, известного под названием «jakkalskos», что означает «пища шакала».

## Практическое использование
Выращивается в качестве декоративного растения, подходит для рокариев.
Легко размножается как черенками, взятыми в любое время года, так и семенами.

## Таксономия
|  |                                      |  |                                                             |                                                             |                      |  | ещё 36 семейств (согласно Системе APG II), в том числе Маковые | ещё 36 семейств (согласно Системе APG II), в том числе Маковые |                          |  |  |  | ещё ≈2000 видов |
|  |                                      |  |                                                             |                                                             |                      |  | ещё 36 семейств (согласно Системе APG II), в том числе Маковые | ещё 36 семейств (согласно Системе APG II), в том числе Маковые |                          |  |  |  | ещё ≈2000 видов |
|  |                                      |  |                                                             | порядок Мальпигиецветные                                    |                      |  |                                                                |                                                                | род Молочай (Euphorbia)  |  |  |  |                 |
|  |                                      |  |                                                             | порядок Мальпигиецветные                                    |                      |  |                                                                |                                                                | род Молочай (Euphorbia)  |  |  |  |                 |
|  | отдел Цветковые, или Покрытосеменные |  |                                                             |                                                             | семейство Молочайные |  |                                                                |                                                                | вид Молочай мавританский |  |  |  |                 |
|  | отдел Цветковые, или Покрытосеменные |  |                                                             |                                                             | семейство Молочайные |  |                                                                |                                                                |                          |  |  |  |                 |
|  |                                      |  | ещё 44 порядка цветковых растений (согласно Системе APG II) | ещё 44 порядка цветковых растений (согласно Системе APG II) |                      |  |                                                                | ещё >300 родов                                                 | ещё >300 родов           |  |  |  |                 |
|  |                                      |  |                                                             | ещё 44 порядка цветковых растений (согласно Системе APG II) |                      |  |                                                                |                                                                | ещё >300 родов           |  |  |  |                 |